# أواكدالي (كاليفورنيا)
أواكدالي (بالإنجليزية: Oakdale)‏ هي إحدى مدن مقاطعة ستانيسلاوس، كاليفورنيا. تم إعطاءها لقب مدينة في 24 نوفمبر، 1906.

## التركيبة السكانية
حدّد مكتب تعداد الولايات المتحدة بيانات التركيبة السكانية لأواكدالي في تعداد الولايات المتحدة. في ما يلي، التركيبة السكانية حسب تعدادي 2000 و2010.

### تعداد عام 2000
بلغ عدد سكان أواكدالي 15,503 نسمة بحسب تعداد عام 2000، وبلغ عدد الأسر 5,610 أسرة وعدد العائلات 4,052 عائلة مقيمة في المدينة. في حين سجلت الكثافة السكانية 955.8 نسمة لكل كيلومتر مربع (2,475.5/ميل2). وبلغ عدد الوحدات السكنية 5,805 وحدة بمتوسط كثافة قدره 357.9 لكل كيلومتر مربع (927.0/ميل2).
وتوزع التركيب العرقي للمدينة بنسبة 83.82% من البيض و0.48% من الأمريكيين الأفارقة و1.09% من الأمريكيين الأصليين و1.18% من الأمريكيين ذوي الأصول الآسيوية و0.12% من سكان جزر المحيط الهادئ و9.27% من الأعراق الأخرى و4.04% من عرقين مختلطين أو أكثر و20.05% من الهسبانيون أو اللاتينيون من أي عرق.
بلغ عدد الأسر 5,610 أسرة كانت نسبة 42.2% منها لديها أطفال تحت سن الثامنة عشر تعيش معهم، وبلغت نسبة الأزواج القاطنين مع بعضهم البعض 52.8% من أصل المجموع الكلي للأسر، ونسبة 14.2% من الأسر كان لديها معيلات من الإناث دون وجود شريك،  بينما كانت نسبة 5.2% من الأسر لديها معيلون من الذكور دون وجود شريكة وكانت نسبة 27.8% من غير العائلات. تألفت نسبة 22.9% من أصل جميع الأسر من عدة أفراد يعيشون في نفس المنزل ونسبة 9.9% كانت تتألف من شخص يعيش بمفرده يبلغ من العمر 65 عاماً أو أكثر. وبلغ متوسط حجم الأسرة المعيشية 2.73، أما متوسط حجم العائلات فبلغ 3.20.
بلغ العمر الوسطي للسكان 34.5 عاماً. وكانت نسبة 28.9% من القاطنين تحت سن الثامنة عشر، وكانت نسبة 8.9% بين الثامنة عشر والرابعة والعشرين عاماً، ونسبة 29.1% كانت واقعةً في الفئة العمرية ما بين الخامسة والعشرين والرابعة والأربعين عاماً، ونسبة 20.1% كانت ما بين الخامسة والأربعين والرابعة والستين، ونسبة 11.8% كانت ضمن فئة الخامسة والستين عاماً فما فوق. يوجد لكل 100 أنثى 93.1 ذكر، ويوجد لكل 100 أنثى في الثامنة عشر من عمرها فما فوق 88.3 ذكر.
بلغ متوسط دخل الأسرة في المدينة 39,338 دولارًا، أما متوسط دخل العائلة فبلغ 44,024 دولارًا. وكان متوسط دخل الذكور 40,494 دولارًا مقابل 24,747 دولارًا للإناث. وسجل دخل الفرد الخاص بالمدينة 17,019 دولارًا. وكانت نسبة 8.6% من العائلات ونسبة 11.3% من السكان تحت خط الفقر، وكان من هؤلاء نسبة 14.6% تحت سن الثامنة عشر ونسبة 9.8% في الخامسة والستين من العمر وما فوق.

### تعداد عام 2010
بلغ عدد سكان أواكدالي 20,675 نسمة بحسب تعداد عام 2010، وبلغ عدد الأسر 7,288 أسرة وعدد العائلات 5,298 عائلة مقيمة في المدينة. في حين سجلت الكثافة السكانية 1,274.7 نسمة لكل كيلومتر مربع (3,301.5/ميل2). وبلغ عدد الوحدات السكنية 7,822 وحدة بمتوسط كثافة قدره 482.2 لكل كيلومتر مربع (1,248.9/ميل2).
وتوزع التركيب العرقي للمدينة بنسبة 80.09% من البيض و0.79% من الأمريكيين الأفارقة و1.02% من الأمريكيين الأصليين و2.24% من الأمريكيين ذوي الأصول الآسيوية و0.18% من سكان جزر المحيط الهادئ و11.54% من الأعراق الأخرى و4.15% من عرقين مختلطين أو أكثر و26.11% من الهسبانيون أو اللاتينيون من أي عرق.
بلغ عدد الأسر 7,288 أسرة كانت نسبة 41.4% منها لديها أطفال تحت سن الثامنة عشر تعيش معهم، وبلغت نسبة الأزواج القاطنين مع بعضهم البعض 52.9% من أصل المجموع الكلي للأسر، ونسبة 13.8% من الأسر كان لديها معيلات من الإناث دون وجود شريك،  بينما كانت نسبة 6% من الأسر لديها معيلون من الذكور دون وجود شريكة وكانت نسبة 27.3% من غير العائلات. تألفت نسبة 21.6% من أصل جميع الأسر من عدة أفراد يعيشون في نفس المنزل ونسبة 9.5% كانت تتألف من شخص يعيش بمفرده يبلغ من العمر 65 عاماً أو أكثر. وبلغ متوسط حجم الأسرة المعيشية 2.81، أما متوسط حجم العائلات فبلغ 3.28.
بلغ العمر الوسطي للسكان 34.9 عاماً. وكانت نسبة 27.9% من القاطنين تحت سن الثامنة عشر، وكانت نسبة 8.9% بين الثامنة عشر والرابعة والعشرين عاماً، ونسبة 26.3% كانت واقعةً في الفئة العمرية ما بين الخامسة والعشرين والرابعة والأربعين عاماً، ونسبة 24.6% كانت ما بين الخامسة والأربعين والرابعة والستين، ونسبة 12.3% كانت ضمن فئة الخامسة والستين عاماً فما فوق. وتوزع التركيب الجنسي للسكان بنسبة 48.8% ذكور و51.2% إناث.

## المناخ
يظهر الجدول التالي التغييرات المناخية على مدار السنة لأواكدالي:
| البيانات المناخية لـأواكدالي       | البيانات المناخية لـأواكدالي | البيانات المناخية لـأواكدالي | البيانات المناخية لـأواكدالي | البيانات المناخية لـأواكدالي | البيانات المناخية لـأواكدالي | البيانات المناخية لـأواكدالي | البيانات المناخية لـأواكدالي | البيانات المناخية لـأواكدالي | البيانات المناخية لـأواكدالي | البيانات المناخية لـأواكدالي | البيانات المناخية لـأواكدالي | البيانات المناخية لـأواكدالي | البيانات المناخية لـأواكدالي |
| الشهر                              | يناير                        | فبراير                       | مارس                         | أبريل                        | مايو                         | يونيو                        | يوليو                        | أغسطس                        | سبتمبر                       | أكتوبر                       | نوفمبر                       | ديسمبر                       | المعدل السنوي                |
| ---------------------------------- | ---------------------------- | ---------------------------- | ---------------------------- | ---------------------------- | ---------------------------- | ---------------------------- | ---------------------------- | ---------------------------- | ---------------------------- | ---------------------------- | ---------------------------- | ---------------------------- | ---------------------------- |
| الدرجة القصوى °ف (°م)              | 71 (22)                      | 83 (28)                      | 83 (28)                      | 96 (36)                      | 103 (39)                     | 112 (44)                     | 114 (46)                     | 110 (43)                     | 110 (43)                     | 99 (37)                      | 88 (31)                      | 77 (25)                      | 114 (46)                     |
| متوسط درجة الحرارة الكبرى °ف (°م)  | 52.4 (11.3)                  | 59.0 (15.0)                  | 63.8 (17.7)                  | 70.7 (21.5)                  | 80.5 (26.9)                  | 89.1 (31.7)                  | 95.8 (35.4)                  | 93.9 (34.4)                  | 88.0 (31.1)                  | 78.6 (25.9)                  | 65.7 (18.7)                  | 54.2 (12.3)                  | 74.3 (23.5)                  |
| متوسط درجة الحرارة الصغرى °ف (°م)  | 35.1 (1.7)                   | 38.4 (3.6)                   | 40.8 (4.9)                   | 43.5 (6.4)                   | 48.2 (9.0)                   | 54.4 (12.4)                  | 58.4 (14.7)                  | 57.1 (13.9)                  | 54.1 (12.3)                  | 48.0 (8.9)                   | 40.2 (4.6)                   | 36.3 (2.4)                   | 46.2 (7.9)                   |
| أدنى درجة حرارة °ف (°م)            | 14 (−10)                     | 20 (−7)                      | 24 (−4)                      | 27 (−3)                      | 34 (1)                       | 37 (3)                       | 46 (8)                       | 46 (8)                       | 37 (3)                       | 30 (−1)                      | 20 (−7)                      | 12 (−11)                     | 12 (−11)                     |
| الهطول إنش (مم)                    | 2.61 (66)                    | 2.14 (54)                    | 2.21 (56)                    | 1.34 (34)                    | .45 (11)                     | .12 (3.0)                    | 0 (0)                        | .02 (0.51)                   | .18 (4.6)                    | .65 (17)                     | 1.24 (31)                    | 2.37 (60)                    | 13.33 (339)                  |
| متوسط تساقط الثلوج إنش (سم)        | 0.1 (0.25)                   | 0.0 (0.0)                    | 0.0 (0.0)                    | 0.0 (0.0)                    | 0.0 (0.0)                    | 0.0 (0.0)                    | 0.0 (0.0)                    | 0.0 (0.0)                    | 0.0 (0.0)                    | 0.0 (0.0)                    | 0.0 (0.0)                    | 0.0 (0.0)                    | 0.3 (0.76)                   |
| متوسط أيام هطول الأمطار (≥ .01 in) | 8                            | 7                            | 7                            | 4                            | 2                            | 1                            | 0                            | 0                            | 1                            | 2                            | 4                            | 7                            | 44                           |
| المصدر:                            |                              |                              |                              |                              |                              |                              |                              |                              |                              |                              |                              |                              |                              |